# محمدآصف محسنی
محمّد آصف محسنی (زادهٔ ۵ اردیبهشت ۱۳۱۴ – درگذشتهٔ ۱۴ مرداد ۱۳۹۸) یکی از علمای برجسته جهان تشیع در افغانستان بود که در قندهار متولد شد، در نجف تحصیل کرد و در افغانستان به فعالیت جهادی و سیاسی مشغول گردید. او به زبان‌های فارسی، عربی، اردو و پشتو مسلط بود.

## سرگذشت
محمّدآصف محسنی فرزند محمّدمیرزا محسنی زادهٔ ۶ اردیبهشت ۱۳۱۴ در شهر قندهار در خانواده‌ای فارسی زبان شیعه بود. او تحصیلات ابتدایی را در قندهار شروع کرد و سپس در سال ۱۳۲۸ همراه با پدرش به پاکستان رفت و در شهر کویته پاکستان مرکز ایالت بلوچستان پاکستان زبان اردو را آموخت و تحصیلات خود را ادامه داد. در سال ۱۳۳۰ کارمند اتاق تجارت قندهار شد، اما برای فراگیری علوم دینی، این شغل را رها کرد و به تحصیل پرداخت. سپس به جاغوری غزنی رفت و به مدت یک سال ادبیات و منطق را در آنجا فرا گرفت.

### در نجف
وی در سال ۱۳۳۲ به نجف رفت و در طول ۲٫۵ سال، دروس سطوح را به پایان رسانید. سپس به دروس خارج فقه، رجال و حدیث و اصول پرداخت و نزد سید محسن حکیم و سید ابوالقاسم خوئی و حسین حلی و سید عبدالاعلی سبزواری به شاگردی پرداخت.
در دهه ۱۳۴۰ در افغانستان با تصویب قانون اساسی مشروطیت، دهه دموکراسی آغاز گردیده و اشکال محدودی از آزادی بیان و آزادی فعالیت سیاسی تجربه می‌شد. او پس از ۱۲ سال تحصیل در نجف به زادگاهش قندهار بازگشت و در یک مدرسهٔ مذهبی در شهر قندهار به تدریس علوم دینی پرداخت و سپس حسینیه بزرگ قندهار و مدرسه علمیه آن شهر را بنیان نهاد. وی در سال ۱۳۵۷ خ. به حج رفت. محسنی به دنبال کودتای کمونیستی هفت ثور افغانستان را ترک و به سوریه رفت و چند ماهی در شهر دمشق به تدریس علوم حوزوی پرداخت.

### در ایران
او سپس به ایران رفت و در حمل (فروردین) ۱۳۵۸ با جمعی از روحانیان افغانستان مقیم حوزه علمیه قم، حزب حرکت اسلامی افغانستان را بنیان نهاد. حزب حرکت اسلامی مجموعه‌ای از گروه‌های کوچکی چون: دفاع از محراب، ملت، تشیع و قرآن و عترت و روحانیت مبارز، سازمان آزادی، ندای عدالت و… بود.

### در افغانستان
با سقوط رژیم دکتر نجیب الله و حاکمیت نخستین دولت مجاهدین در کابل، وی دبیر و سخنگوی شورای رهبری دولت مجاهدین بود. پس از وقوع جنگ‌های داخلی بین گروه‌های مجاهدین، او کابل را ترک کرد و چند سالی مقیم شهر اسلام‌آباد پاکستان شد.
در سال ۱۳۷۶ پاکستان را ترک نمود و مقیم شهر قم در ایران شد. او در این شهر به تدریس خارج فقه، علم الرجال و علم کلام پرداخت. بعد از سقوط حکومت طالبان، به کابل بازگشت و تا پایان عمرش در این شهر سکونت داشت. از مهم‌ترین اقدامات وی در کابل ساخت حوزه بزرگ علمیه خاتم النبیین، احداث دانشگاه خاتم النبیین، احداث شبکه تلویزیون تمدن، احداث شورای علمای شیعه افغانستان، احداث شورای اخوت اسلامی افغانستان و رسمیت مذهب جعفری در قانون اساسی افغانستان می‌باشد.

## درگذشت
محمّد آصف محسنی در ۱۴ اسد (مرداد) ۱۳۹۸ در اثر بیماری در شهر کابل درگذشت. پیکر وی در ۱۵ اسد/مرداد ۱۳۹۸ در محوطهٔ ساختمان حوزهٔ علمیه خاتم‌النبیین در کابل به خاک سپرده شد.

## آثار مکتوب
آصف محسنی دارای بیش از ۱۲۸ کتاب در امور مذهبی، سیاسی، فقه و… می‌باشد. که آثار او توسط مؤسسه تنظیم ، حفظ و نشر آثار آیت الله محسنی که توسط نوه او محمد جواد محسنی احداث و مدیریت می‌شود، پخش و نشر می‌گردد. مهم‌ترین تالیفات وی از این قرارند:
| - صراط الحق - درچهار جلد در علم کلام - حدود الشریعة فی محرماتها و واجباتها - در چهار جلد مربوط به علم فقه - حدود الشریعة فی واجباتها - در دو جلد - فوائد رجالیة - متافیزیک - قرآن یا سند اسلام - فوائد دین در زندگانی و عقاید اسلامی - اقتصاد معتدل - معجم الاحادیث المعتبرة - در هشت جلد - الفقه و مسائل طبیةدر دوجلد - حکومت اسلامی - مشرعة بحارالانوار - در دو جلد - الضمانات الفقهیة و اسبابها - القواعد الاصولیة و الفقهیة - روح از نظر دین - عقل و علم روحی جدید | - تقریب مذاهب از نظر تا عمل - روش جدید اخلاق اسلامی - توضیح المسایل طبی (پزشکی) - زن در شریعت اسلامی - جنگ در تاریکی (شیعه و سنی چه فرقی دارند) - مهدی موعد - تصویری از حکومت اسلامی در افغانستان - الارض فی الفقه - نظرة عابرة - خواست شیعیان افغانی - وظایف اعضای بدن - همبستگی اسلامی - خواست شیعیان افغانستان - حل ۶۶ سؤال دینی - گوناگون- در دو جلد - عقاید، فقه و اخلاق | - عدالة الصحابه - توضیح المسایل جنگی - جهاد اسلامی- در دو جلد - عقاید برای همه - خداشناسی منها دین - جوان و دوره جوانی - قضاء و شهادت - دین و اقتصاد - روابط انسان - راه ترقی ما - دین و زندگی - خود را بسازیم - وحدت امت - مقالات - توضیح المسایل سیاسی (کابل ۱۳۹۱ خ) - کمال سلمان العنزی بحوث فی علم الرجال |

## برخی عقاید و تفکرات
وی از طرفداران تقریب مذاهب اسلامی و کتابی در همین زمینه با عنوان «تقریب مذاهب از نظر تا عمل» نوشته‌است. آصف محسنی در کتاب «تصویری از حکومت‌اسلامی در افغانستان» نظام حکومتی اسلامی را تشریح می‌کند. در این نظام از رسمیت مذهب جعفری در قانون‌اساسی آینده سخن گفته شده‌است.

### قانون احوال شخصیه اهل تشیع
قانون احوال شخصیه اهل تشیع یکی از اقدامات محسنی بود که در سال ۲۰۰۹ پیشنهاد شد. پس از تأیید این قانون در مجلس نمایندگان افغانستان و به امضا رسیدن توسط رئیس‌جمهور وقت حامد کرزی موجب اعتراضات و سر و صداهای زیادی در داخل و بیرون افغانستان شد. برخی مواد این قانون که به مسائل خصوصی زندگی شیعیان افغانستان می‌پردازد، از سوی فعالان حقوق بشر و بسیاری از کشورهای غربی حامی افغانستان، نقض حقوق و آزادی‌های زنان شیعه افغانستان پنداشته شد. یک مقام سازمان ملل متحد مدعی شده بود که این قانون به شکلی به مردان حق می‌دهد تا به زنان خوب تجاوز کنند و برخی فعالان حقوق بشر نیز آن را بدتر از قوانین زمان حاکمیت گروه طالبان بر افغانستان خوانده‌اند. پس از این اعتراضات به این قانون، وزارت عدلیه افغانستان خبر از بازنگری و حذف برخی از مواد جنجال‌برانگیز شامل این قانون که در مغایرت با قوانین بین‌المللی تشخیص داده شده بود داد.